# Mateusz Bryk
Mateusz Bryk (ur. 24 sierpnia 1989 w Jastrzębiu-Zdroju) – polski hokeista, reprezentant Polski.

## Kariera klubowa
- JKH GKS Jastrzębie (2006-2015)
- GKS Tychy (2015-2020)
- JKH GKS Jastrzębie (2020-2023)
- GKS Tychy (2023-)

Wychowanek JKH GKS Jastrzębie. W kwietniu 2013 przedłużył umowę o dwa lata. Od czerwca 2015 zawodnik GKS Tychy. W maju 2020 ponownie został zawodnikiem JKH. Po sezonie 2022/2023 odszedł z JKH. W kwietniu 2023 po raz wtóry został zawodnikiem GKS Tychy.

## Kariera reprezentacyjna
W barwach reprezentacji Polski do lat 20 wystąpił na turniejach mistrzostw świata juniorów do lat 20 w 2009. W barwach seniorskiej reprezentacji Polski uczestniczył w turniejach mistrzostw świata w 2013, 2015, 2016, 2017, 2018 (Dywizja IA), 2019, 2022 (Dywizja IB), 2024 (Elita).

## Sukcesy
Reprezentacyjne
- Awans do mistrzostw świata I Dywizji Grupy A: 2022

Klubowe
- Puchar Polski: 2012, 2021 z JKH GKS Jastrzębie, 2016, 2017, 2023, 2024 z GKS Tychy
- Srebrny medal mistrzostw Polski: 2013, 2015 z JKH GKS Jastrzębie, 2016, 2017 z GKS Tychy
- Brązowy medal mistrzostw Polski: 2014, 2022 z JKH GKS Jastrzębie, 2024 z GKS Tychy
- Superpuchar Polski: 2015, 2019 z GKS Tychy, 2020 z JKH GKS Jastrzębie
- Trzecie miejsce w Superfinale Pucharu Kontynentalnego: 2016 z GKS Tychy
- Finał Superpucharu Polski: 2017, 2018 z GKS Tychy
- Złoty medal mistrzostw Polski: 2018, 2019, 2020[7], 2025 z GKS Tychy, 2021 z JKH GKS Jastrzębie

Indywidualne
- Mistrzostwa Świata w Hokeju na Lodzie 2015/I Dywizja#Grupa A:
  - Czwarte miejsce w klasyfikacji kanadyjskiej wśród obrońców turnieju: 4 punkty[8]